# Chntpw
chntpw是一個用來重新設定Windows NT登入密碼的軟體工具，在Linux環境下修改或是清除本機密碼。用它來編輯安全性帳戶管理員也就是SAM來達成重設密碼的工作，這個SAM数据库檔案也是Windows用來儲存密碼雜湊函數的地方。

## 功能

### 使用方法
- Linux套件：通常是用Linux的Live CD經由互联网從软件存储库下載安裝chntpw套件，掛載視窗NT系統磁區再編輯安全性帳戶管理員，也就是在Linux系統環境下讀取修改SAM檔案[1]。
- Live CD/USB：自官方網站下載ISO映像燒成CD/USB
- 软盘：磁片版本不再提供更新支援

### 支援
| 類型     | 名稱                |
| -------- | ------------------- |
| 作業系統 | Windows NT 3.51     |
| 作業系統 | Windows NT 4.0      |
| 作業系統 | Windows 2000        |
| 作業系統 | Windows XP          |
| 作業系統 | Windows Vista       |
| 作業系統 | Windows 7           |
| 作業系統 | Windows 8           |
| 作業系統 | Windows 8.1         |
| 伺服器   | Windows Server 2003 |
| 伺服器   | Windows Server 2008 |
| 伺服器   | Windows Server 2012 |

### 限制
- 不支援完全加密的NTFS磁區[註 2]
- 不支援Unicode字元的使用者名稱
- 不支援Active Directory[註 3]
- 強烈建議直接清除舊密碼，因為變更密碼容易出錯[註 4]
- 對於需要第三方驅動的控制器硬體而言ISO映像檔在運作時可能也會有問題
- 建議在功能完整的Linux作業系統環境下執行它的單機程式[3]

## 軟體套件
很多Linux发行版包含針對資料安全的發行版都把chntpw納入軟體套件庫：
- Kali Linux
- SystemRescue（英语：SystemRescue）：這個發行版以資料救援為目的[4]
- Fedora Linux
- Ubuntu

## 授權條款
在它發行後的10週年，作者修改軟體授權條款由非商業使用變更為GPLv2。

## 外部連結
- Offline NT Password & Registry Editor